# Куилу (река)
Куи́лу или Кви́лу (фр. Kouilou) — река в Республике Конго. В верхнем течении называется Ниари. Протекает по территории департаментов Ниари и Куилу, названных по реке, а также по департаменту Буэнза и по границе департамента Лекуму.
Длина реки — 700 км, площадь водосборного бассейна — 60 000 км².

## История
Река была исследована в 1882 году хорватом Драгутином Лерманом. Он открыл водопады на ней, которые назвал водопадами Зринских в честь средневековой хорватской династии Зринских.

## География
Куилу является крупнейшей рекой юго-востока республики Конго, и служит стоком огромного бассейна, включающего большую часть территорий четырёх департаментов. В верхнем течении река течёт на запад, на ней расположены города Мадингу, Нкайи и Лудима. Вдоль русла реки на этом участке проложена железная дорога Браззавиль — Пуэнт-Нуар. Затем река поворачивает на северо-запад, на ней расположен город Макабана. Затем она принимает справа свой крупнейший приток — реку Луэсе, и поворачивает на юго-запад. Впадает в Атлантический океан примерно в 30 км севернее города Пуэнт-Нуар.

## Гидрология
Средний расход воды по замерам с 1969 по 1982 год составляет 856 м³/с.
| Средний расход воды (м³/с) реки Куилу по месяцам с 1969 по 1982 гг. (замеры производились на гидрологическом посту Сунда, 134 км выше устья) |